# Lembung Paseser
Lembung Paseser is een bestuurslaag in het regentschap Bangkalan van de provincie Oost-Java, Indonesië. Lembung Paseser telt 1021 inwoners (volkstelling 2010).